# Music of My Mind
Music of My Mind è un album di Stevie Wonder, pubblicato dalla Motown nel 1972.

## Tracce
1. Love Having You Around (Wonder, Syreeta Wright) – 7:23
2. Superwoman (Where Were You When I Needed You) (Wonder) – 8:07
3. I Love Every Little Thing About You (Wonder) – 3:55
4. Sweet Little Girl (Wonder) – 4:59
5. Happier Than the Morning Sun (Wonder) – 5:18
6. Girl Blue (Wonder, Yvonne Wright) – 3:36
7. Seems So Long (Wonder) – 4:22
8. Keep on Running (Wonder) – 6:40
9. Evil (Wonder, Y. Wright) – 3:33